# Britansko antarktično ozemlje
Britansko antarktično ozemlje (angleško British Antarctic Teritory) je ozemlje na območju Antarktike pod upravo Združenega kraljestva. Je prvo ozemlje na tej celini, ki si ga je prisvojila katera država. Vključuje Grahamovo deželo na koncu Antarktičnega polotoka, Južne Sandwicheve in Južne Orkneyjske otoke. Ozemlje nima stalnih prebivalcev, vendar se na tem področju nahaja tudi do 200 raziskovalcev in članov osebja, ki delujejo na Halleyevi raziskovalni postaji, (Halley Research Station), Raziskovalni postaji Rothera (Rothera Research Station) in Raziskovalni postaji Signy (Signy Research Station).
Nekdaj so območje upravljali kot del čezmorskega ozemlja Falklandskih otokov. Pogodba o Antarktiki iz leta 1961 je onemogočila običajno naseljevanje in pridobitno izkoriščanje, zato so bila britanska ozemlja, ležeča južneje od 60° južne zemljepisne širine, 3. marca 1962 vključena v ločeno upravno enoto.
Zaradi prekrivajočih se zahtev po tem območju s strani Čila in Argentine ter zaradi ruskega in ameriškega nepriznavanja vseh ozemeljskih zahtev na Antarktiki, so zahteve zaenkrat odložene, kot določa Pogodba o Antarktiki.

## Poštne znamke
Kljub nenaseljenosti britanska vlada izdaja poštne znamke za to območje. To prinaša določen zaslužek, saj take znamke zbujajo zanimanje številnih zbiralcev. Vendar pa raziskovalci in turisti, ki prihajajo na to območje, vseeno uporabljajo te znamke tudi za pošiljanje pošte. Prva britanska antarktična znamka je izšla leta 1963.